# Слабченко Олексій Миколайович
Олексій Миколайович Сла́бченко  (нар. 27 березня 1956, с. Веселе Харківського р-ну Харківської обл.) — український діяч, Почесний громадянин Харківського району, голова Веселівської сільської ради Харківського р-ну (1989-2020), голова Липецької сільської ради Липецької сільської об'єднаної територіальної громади (з 2020 р.).

## Життєпис
Закінчив Веселівську восьмирічну школу і Липецьку середню школу імені П. В. Щепкіна (1973 р.), Харківський інститут механізації й електрифікації сільського господарства (1978 р.) за фахом інженер-електрик. Працював робітником, інженером-електриком (1978—1983 рр.), був парторгом (1985—1990 рр.) та інженером з техніки безпеки (1990—1991 рр.) у радгоспі «Липці» (с. Веселе). Впродовж 1983—1985 рр. і з 1991 по 2020 р. — Голова Веселівської сільської ради (обирався 8 скликань). 
За понад 30 років праці на посаді Голови О. М. Слабченко зробив вагомий внесок у складову соціально-економічного і культурного розвитку населених пунктів Веселівської  сільської ради Харківського р-ну Харківської обл. Під керівництвом О. М. Слабченка Веселівська сільська рада неодноразово посідала призові місця в обласному та районному конкурсах «Краща селищна, сільська рада» у категорії «Сільські ради». Вагомою стала його увага до культурної спадщини краю. Український поет, літературознавець, етнограф і фольклорист Михайло Красиков назвав О. М. Слабченка "неабияким знавцем історії краю і великим прихильником творчості знаменитих земляків". 
31 липня 2014 року рішенням ХХІХ сесії Харківської районної ради VI скликання О. М. Слабченку присвоєно звання «Почесний громадянин Харківського району».
За підсумками місцевих виборів 25 жовтня 2020 року обраний Головою Липецької сільської ради Липецької сільської об'єднаної територіальної громади Харківського р-ну Харківської обл. (1520 голосів виборців, поданих на підтримку) .